# Tsuchiyaea
Tsuchiyaea är ett släkte av svampar. Tsuchiyaea ingår i familjen Tremellaceae, ordningen gelésvampar, klassen Tremellomycetes, divisionen basidiesvampar och riket svampar.
|            | Tremella                                 |
|            |                                          |
|            | Cryptococcus                             |
|            |                                          |
|            | Holtermannia                             |
|            |                                          |
|            | Epidochium                               |
|            |                                          |
|            | Bullera                                  |
|            |                                          |
|            | Filobasidiella                           |
|            |                                          |
|            | Dioszegia                                |
|            |                                          |
|            | Papiliotrema                             |
|            |                                          |
|            | Bulleribasidium                          |
|            |                                          |
|            | Hormomyces                               |
|            |                                          |
|            | Auriculibuller                           |
|            |                                          |
|            | Dictyotremella                           |
|            |                                          |
|            | Biatoropsis                              |
|            |                                          |
|            | Bulleromyces                             |
|            |                                          |
| Tsuchiyaea | \| \| Tsuchiyaea wingfieldii \| \| \| \| |
|            | \| \| Tsuchiyaea wingfieldii \| \| \| \| |
|            | Neotremella                              |
|            |                                          |
|            | Trimorphomyces                           |
|            |                                          |
|            | Sirotrema                                |
|            |                                          |
|            | Tsuchiyaea wingfieldii                   |
|            |                                          |

|  | Tsuchiyaea wingfieldii |
|  |                        |